# 올림픽 데이 런
올림픽 데이 런(Olympic Day Run)은 국가 올림픽 위원회(NOC)가 주최하여 6월에 개최되는 스포츠의 대중 참여를 촉진하는 국제 올림픽 운동 활동이다.
국제 올림픽 위원회(IOC)는 고대 올림픽 게임의 부활로서 경쟁 스포츠를 장려하는 피에르 드 쿠베르탱의 노력을 통해 1894년 6월 23일 공식적으로 설립되었다.
제2차 세계대전으로 인해 1940년과 1944년에는 올림픽이 열리지 않았다. 제2차 세계대전 이후 런던시는 제14회 대회를 개최하게 되었다. 1948년 1월, 국제 올림픽 위원회(IOC)는 스위스 생모리츠에서 열린 제42차 IOC 총회에서 올림픽 운동의 일종의 “생일”인 파리에서 1894년 6월 23일 IOC 창설을 기념하기 위해 올림픽의 날이라는 개념을 승인했다. 올림픽의 날은 6월 23일 처음으로 개최되었으며, 오스트리아, 벨기에, 캐나다, 영국, 그리스, 포르투갈, 스위스, 우루과이, 베네수엘라 등 총 9개 국가 올림픽 위원회(NOC)가 각자의 국가에서 행사를 주최했다.
1987년, 모든 NOC가 올림픽의 날을 기념하고 축하하도록 장려하기 위한 노력의 일환으로 IOC 모든 스포츠 위원회는 전 세계의 남성, 여성 및 어린이의 스포츠 참여 관행을 장려한다는 목표로 올림픽 데이 런(Olympic Day Run) 개념을 시작했다. 운동 능력에 관계없이 세상과 모든 계층. 첫 번째 올림픽 주간 달리기는 1987년에 45개의 NOC가 참가하여 10km 거리에 걸쳐 개최되었다. 2006년에는 161개의 NOC가 자국 국민에게 올림픽 데이 런(Olympic Day Run)을 홍보했다.
올림픽 데이 런(Olympic Day Run)은 일반적으로 NOC가 6월 17~24일에 개최하며 올림픽 데이 펀 런(Olympic Day Fun Run) 1.5km, 5km, 10km 달리기 활동으로 구성된다.